# Dysauxes impuncta
Dysauxes impuncta är en fjärilsart som beskrevs av Obraztsov 1941. Dysauxes impuncta ingår i släktet Dysauxes och familjen björnspinnare. Inga underarter finns listade i Catalogue of Life.